# Reggie Jordan
Reginald "Reggie" Jordan (Chicago, Illinois, 26 de enero de 1968) es un entrenador y exjugador de baloncesto estadounidense que disputó seis temporadas en la NBA, desarrollando el resto de su carrera en ligas menores de su país, en Grecia y en México. Con 1,93 metros de estatura, lo hacía en la posición de base.

## Trayectoria deportiva

### Universidad
Tras pasar dos años en el pequeño Southwestern Junior College, jugó dos temporadas con los Aggies de la Universidad Estatal de Nuevo México, en la que promedió 12,5 puntos, 6,9 rebotes y 2,2 asistencias por partido. En su última temporada fue incluido en el mejor quinteto de la Big West Conference.

### Profesional
Tras no ser elegido en el Draft de la NBA de 1991, jugó tres temporadas en los Grand Rapids Hoops de la CBA, hasta que en enero de 1994 fichó por 10 días con Los Angeles Lakers, renovando contrato hasta final de temporada. Disputó 23 partidos, en los que promedió 5,4 puntos y 2,9 rebotes.
Regresó posteriormente a las ligas menores de su país, y jugó una temporada en el AE Apollon Patras griego, hasta que en marzo de 1996 fichó por los Atlanta Hawks. Disputó 24 partidos, en los que promedió 3,9 puntos y 2,2 rebotes. Al año siguiente fichó por los Portland Trail Blazers, quienes tras 9 partidos lo traspasaron a los Detroit Pistons junto con Aaron McKie y Randolph Childress a cambio de Stacey Augmon, pero no llegó a jugar en el equipo, fichando poco después por los Minnesota Timberwolves.
En los Wolves asumió el papel de tercer escolta del equipo, tras Chris Carr y Anthony Peeler. Jugó dos temporadas y media, aiemdo la mejor la 1997-98, en la que promedió 2,6 puntos y 1,7 rebotes por partido.
En la temporada 1999-00 fichó por los Washington Wizards, donde promedió 1,1 puntos y 1.1 rebotes por partido, hasta que fue despedido en el mes de marzo. 
Tras regresar a las ligas menores, en enero de 2002 fichó por el AO Dafni de la liga griega, con los que disputó 7 partidos en los que promedió 13,7 puntos y 7,4 rebotes. Posteriormente se unió a los Harlem Globetrotters junto con Olden Polynice, Cedric Ceballos, Todd Day y otros exjugadores de la NBA.
Prolongó su carrera hasta los 42 años, jugando los últimos seis en diferentes equipos de la liga mexicana.
Se desempeñó como entrenador del Fuerza Regia en la temporada 2011-12 de la LNBP.

### Selección nacional
Participó con la selección de Estados Unidos en el Campeonato FIBA Américas de 1993 en San Juan, Puerto Rico, donde lograron el oro, promediando 11,3 puntos y 6,4 rebotes por partido, y en el de Montevideo 1997, donde repitieron medalla, promediando 8,1 puntos y 4,1 rebotes.

## Estadísticas de su carrera en la NBA

### Temporada regular
| Temporada | Edad | Equipo                 | Liga | Pos. | P   | TIT | MIN  | TC  | TCA | %TC  | 3P  | 3PA | %3P  | 2P  | 2PA | %2P  | TL  | TLA | %TL  | R.OF. | R.DEF. | REB | ASIS | ROB | TAP | PER | FP  | PTS |
| 1993-94   | 26   | Los Angeles Lakers     | NBA  | SG   | 23  | 0   | 11.3 | 1.9 | 4.5 | .427 | 0.1 | 0.2 | .500 | 1.8 | 4.3 | .424 | 1.5 | 2.2 | .686 | 2.0   | 0.9    | 2.9 | 1.1  | 0.6 | 0.2 | 0.6 | 1.1 | 5.4 |
| 1995-96   | 28   | Atlanta Hawks          | NBA  | PG   | 24  | 0   | 10.3 | 1.5 | 3.0 | .507 | 0.0 | 0.0 |      | 1.5 | 3.0 | .507 | 0.9 | 1.6 | .579 | 1.0   | 1.2    | 2.2 | 1.2  | 0.5 | 0.3 | 0.8 | 1.3 | 3.9 |
| 1996-97   | 29   | TOTAL                  | NBA  | SG   | 19  | 0   | 6.8  | 0.8 | 1.4 | .615 | 0.0 | 0.0 |      | 0.8 | 1.4 | .615 | 0.4 | 0.9 | .471 | 0.6   | 0.8    | 1.4 | 0.6  | 0.4 | 0.2 | 0.4 | 0.8 | 2.1 |
| 1996-97   | 29   | Portland Trail Blazers | NBA  | SG   | 9   | 0   | 11.0 | 0.9 | 1.8 | .500 | 0.0 | 0.0 |      | 0.9 | 1.8 | .500 | 0.4 | 1.1 | .400 | 1.2   | 1.3    | 2.6 | 1.2  | 0.6 | 0.3 | 0.7 | 1.4 | 2.2 |
| 1996-97   | 29   | Minnesota Timberwolves | NBA  | SG   | 10  | 0   | 3.1  | 0.8 | 1.0 | .800 | 0.0 | 0.0 |      | 0.8 | 1.0 | .800 | 0.4 | 0.7 | .571 | 0.0   | 0.4    | 0.4 | 0.1  | 0.2 | 0.0 | 0.2 | 0.2 | 2.0 |
| 1997-98   | 30   | Minnesota Timberwolves | NBA  | SG   | 57  | 1   | 8.5  | 0.9 | 2.0 | .478 | 0.0 | 0.0 | .000 | 0.9 | 2.0 | .482 | 0.7 | 1.3 | .569 | 1.0   | 0.7    | 1.7 | 0.9  | 0.6 | 0.2 | 0.5 | 1.1 | 2.6 |
| 1998-99   | 31   | Minnesota Timberwolves | NBA  | SG   | 27  | 1   | 11.0 | 0.6 | 2.0 | .278 | 0.0 | 0.0 |      | 0.6 | 2.0 | .278 | 0.8 | 1.4 | .553 | 1.0   | 1.2    | 2.2 | 1.5  | 0.4 | 0.2 | 0.5 | 1.4 | 1.9 |
| 1999-00   | 32   | Washington Wizards     | NBA  | PG   | 36  | 0   | 6.8  | 0.5 | 1.5 | .321 | 0.0 | 0.0 | .000 | 0.5 | 1.4 | .327 | 0.2 | 0.4 | .538 | 0.4   | 0.7    | 1.1 | 0.9  | 0.3 | 0.1 | 0.5 | 0.8 | 1.1 |
| Total     |      |                        | NBA  |      | 186 | 2   | 8.9  | 1.0 | 2.3 | .433 | 0.0 | 0.0 | .333 | 1.0 | 2.2 | .435 | 0.7 | 1.2 | .585 | 1.0   | 0.9    | 1.8 | 1.0  | 0.5 | 0.2 | 0.6 | 1.1 | 2.7 |

### Playoffs
| Temporada | Edad | Equipo                 | Liga | Pos. | P  | TIT | MIN  | TC  | TCA | %TC  | 3P  | 3PA | %3P   | 2P  | 2PA | %2P  | TL  | TLA | %TL  | R.OF. | R.DEF. | REB | ASIS | ROB | TAP | PER | FP  | PTS |
| 1995-96   | 28   | Atlanta Hawks          | NBA  | PG   | 10 | 0   | 5.9  | 0.7 | 1.3 | .538 | 0.0 | 0.0 |       | 0.7 | 1.3 | .538 | 0.3 | 0.7 | .429 | 0.1   | 0.5    | 0.6 | 0.9  | 0.5 | 0.1 | 0.3 | 0.7 | 1.7 |
| 1997-98   | 30   | Minnesota Timberwolves | NBA  | SG   | 2  | 0   | 14.5 | 2.5 | 4.0 | .625 | 0.5 | 0.5 | 1.000 | 2.0 | 3.5 | .571 | 0.5 | 1.0 | .500 | 1.5   | 3.0    | 4.5 | 1.5  | 0.5 | 0.0 | 0.0 | 2.5 | 6.0 |
| Total     |      |                        | NBA  |      | 12 | 0   | 7.3  | 1.0 | 1.8 | .571 | 0.1 | 0.1 | 1.000 | 0.9 | 1.7 | .550 | 0.3 | 0.8 | .444 | 0.3   | 0.9    | 1.3 | 1.0  | 0.5 | 0.1 | 0.3 | 1.0 | 2.4 |